# El hoyo del diablo
El hoyo del diablo es una película dominicana de terror, dirigida por Francisco Disla "El Indio", se estrenó el 23 de agosto del 2012. Fue nominada en cinco categorías de los Premios Soberano: Mejor Película, Director del año, videoclip del año ("Si estar contigo" de Wazon Brazoban), mejor actor (Johnie Mercedes) y mejor actriz (Solly Durán).

## Argumento
Sofía es una chica emo, estudiante de medicina, que desde la muerte de su padre empieza a recibir señales a través de tambores del más allá. A escondidas de su madre Julia, ella y su prima Miriam, junto a cuatro amigos viajan al Encage (centro de la isla de Santo Domingo, donde se practica vudú oscuro); en el viaje el vehículo cae a un precipicio. Buscando salida llegan a una casa misteriosa donde pasan la noche. Allí descubren el secreto y el terror de una gran masacre llamada El Corte, ocurrida en 1937, ejecutada por un coronel déspota de la Era de Trujillo, y muy tarde se dan cuentan que jamás debieron entrar.
 Arianny López Ureña  Como  la callada amema del curso

## Reparto
- Juan Fernández como Revenant.
- Marta González Liriano como Sofía.
- Johnie Mercedes como Bryan.
- Solly Durán como Miriam.
- Fausto Rojas como John.
- Jalsen Santana como Fernando.
- Karla Fatule como Escarlet.
- Luis Filgueira como San Miguel.
- Carlota Carretero como Julia.
- César Olmos como El abuelo.
- Karla Hatton como Luz.
- Iván García como Profesor.
- Henry Pichardo como Padre de Sofía.
- Fiora Cruz como Julia (joven).
- Noelia Vargas como Sofía de niña.
- Pilar Pineda como Comadre de Julia.
- Ramón Peralta como Policía.
- Leonel Estrella como Médico Legista.
- Daniel Enrriques Cameo
- Arianny López Ureña como La callada del curso.